# Tulipa rhodopea
Tulipa rhodopea là một loài thực vật có hoa trong họ Liliaceae. Loài này được (Velen.) Velen. miêu tả khoa học đầu tiên năm 1922.